# 湯瑪斯·紐曼
湯瑪斯·蒙哥馬利·紐曼（英語：Thomas Montgomery Newman，1955年10月20日—）是美國作曲家和指揮家，以其電影配樂作品著稱。从1994年的《刺激1995》开始，他十二次獲得奧斯卡獎提名，並曾拿下两座英國電影學院獎、兩座葛萊美獎和一座艾美獎，亦曾獲金球獎提名三次。2000年，紐曼獲得廣播音樂協會頒發理查·寇克獎，表揚他對電影和電視音樂的貢獻。
紐曼參與第23部龐德系列電影、由他的長期合作夥伴山姆·曼德斯所執導的電影《007：空降危機》的配樂製作。

## 電影與電視劇配樂作品
- 《Those Secrets》（1992年）
- 《超級大玩家》（The Player）（1992年）
- 《惡夜情痴》（Whispers in the Dark）（1992年）
- 《人民公敵》（Citizen Cohn）（1992年）
- 《女人香》（Scent of a Woman）（1992年）
- 《無情大地有情天》（Flesh and Bone）（1993年）
- 《淘氣兵團》（Josh and S.A.M.）（1993年）
- 《新小婦人》（1994年）
- 《神魂顛倒三人行》（Threesome）（1994年）
- 《初戀情人》（The Favor）（1994年）
- 《刺激1995》（1994年）
- 《英雄保鑣》（The War）（1994年）
- 《超級大奶媽》（Corrina, Corrina）（1994年）
- 《真情赤子心》（Unstrung Heroes）（1995年）
- 《編織戀愛夢》（How to Make an American Quilt）（1995年）
- 《因為你愛過我》（Up Close & Personal）（1996年）
- 《第三類奇蹟》（Phenomenon）（1996年）
- 《美國野牛》（American Buffalo）（1996年）
- 《情色風暴1997》（The People vs. Larry Flynt）（1996年）
- 《危機最前線》（Mad City）（1997年）
- 《紅色角落》（1997年）
- 《奧斯卡與露絲達》（Oscar and Lucinda）（1997年）
- 《輕聲細語》（1998年）
- 《第六感生死緣》（1998年）
- 《美國心玫瑰情》（1999年），获得英国电影学院奖最佳原创音乐奖
- 《綠色奇蹟》（1999年）
- 《永不妥協》（2000年）
- 《讓愛傳出去》（2000年）
- 《意外邊緣》（In the Bedroom）（2001年）
- 《萬里追兇》（The Salton Sea）（2002年）
- 《非法正義》（Road to Perdition）（2002年）
- 《白色夾竹桃》（White Oleander）（2002年）
- 《海底總動員》（2003年）
- 《天使在美國》（2003年）
- 《波特萊爾的冒險》（2004年）
- 《最後一擊》（2005年）
- 《鍋蓋頭》（2005年）
- 《身為人母》（2006年）
- 《柏林迷宮》（The Good German）（2006年）
- 《雙性》（Towelhead）（2007年）
- 《瓦力》（2008年）
- 《真愛旅程》（2008年）
- 《窒愛》（Brothers）（2009年）
- 《特務謎雲》（The Debt）（2011年）
- 《命運規劃局》（2011年）
- 《姊妹》（2011年）
- 《鐵娘子：堅固柔情》（2011年）
- 《金盞花大酒店》（2012年）
- 《新聞急先鋒》（主題曲、序集）（2012年）
- 《007：空降危機》（2012年），获得第66届英国电影学院奖最佳原创音乐奖
- 《性愛大師》（Masters of Sex）（2012年）
- 《苦果》（The Bitter Pill）（2012年）
- 《007惡魔四伏》（Spectre）（2015年）
- 《星際過客》（Passengers）（2016年）
- 《1917》（2019年）第73屆英國電影學院獎最佳原創音樂獎提名

## 外部連結
- 湯瑪斯·紐曼在互联网电影资料库（IMDb）上的資料（英文）